# Neoclypeodytes quadripustulatus
Neoclypeodytes quadripustulatus är en skalbaggsart som först beskrevs av Henry Clinton Fall 1917.  Neoclypeodytes quadripustulatus ingår i släktet Neoclypeodytes och familjen dykare. Inga underarter finns listade i Catalogue of Life.